# آدي روش
آدي باتريشيا روش (بالإنجليزية: Adi Roche)‏ (وُلدت في 11 يوليو 1955) هي ناشطة أيرلندية، ومناصرة لحركة مناهضة الأسلحة النووية، ومناضلة من أجل السلام والمساعدات الإنسانية والتعليم. أسست المنظمة الدولية لمشروع أطفال تشيرنوبل وهي الرئيس التنفيذي لها.
ركزت على تخفيف معاناة الأطفال في أعقاب كارثة تشيرنوبل النووية في عام 1986.

## نشأتها
وُلدت آدي روش في كلونميل، مقاطعة تيبيراري في عام 1955. بعد الانتهاء من المدرسة الثانوية، عملت لدى شركة أير لينغس. غادرت الشركة في عام 1984 للعمل بدوام كامل كمتطوعة في الحملة الأيرلندية لنزع السلاح النووي. ابتكرت برنامجًا تثقيفيًا في مجال السلام وأوصلته إلى أكثر من خمسين مدرسة في جميع أنحاء أيرلندا. في عام 1990، أصبحت أول امرأة أيرلندية تُنتخب في مجلس إدارة المكتب الدولي للسلام في الأمم المتحدة في جنيف.

## منظمة أطفال تشيرنوبل الدولية
في عام 1991، أسست روش منظمة أطفال تشيرنوبل الدولية، لتقديم المساعدة لأطفال بيلاروس وروسيا الغربية وأوكرانيا. تُعد هذه المنظمة منظمة دولية للتنمية الدولية والطبية والإنسانية وتعمل مع الأطفال والأسر الذين ما يزالون تحت وطأة التأثر بكارثة تشيرنوبل النووية التي وقعت في عام 1986.
بقيادة روش، سلّمت منظمة أطفال تشيرنوبل الدولية أكثر من 105 مليون يورو إلى المناطق الأكثر تأثرًا بكارثة تشيرنوبل النووية، وساعدت أكثر من 25,500 طفلّا ممن تأثروا بكارثة تشيرنوبل على الوصول إلى أيرلندا لتلقي العلاج الطبي الحيوي والنقاهة.
يقدم برنامج «منازل الأمل» التابع لمنظمة أطفال تشيرنوبل الدولية بديلًا لمؤسسات الدولة من خلال توفير 30 منزلًا جرى شراؤها وتجديدها، وهو ما يعادل إغلاق اثنين من دور الأيتام في بيلاروس. إذ يؤخذ الأطفال من دور الأيتام، ويوضعون في منازل مُحبة خاصة بهم.
أنشأت منظمة أطفال تشيرنوبل الدولية أول مأوى للأطفال في بيلاروس وجهزته. وفرت المنظمة تدريبًا متقدمًا للموظفين لضمان تقديم أفضل رعاية للمرضى. وكانت رائدة في وضع حجر أساس اتفاق التبني المبرم بين أيرلندا وبيلاروس، بالنيابة عن حكومة أيرلندا. أتاح هذا الاتفاق تبني مئات الأطفال في أيرلندا.
الصحة العقلية وتنمية الإعاقة: منذ عام 1986، حدثت زيادة ملحوظة في عدد الأطفال المولودين بعاهات عقلية وجسدية. قامت منظمة أطفال تشيرنوبل الدولية بدور رائد في مجال حقوق الإنسان المتعلقة بالأشخاص المحتجزين في مؤسسات الرعاية. إذ كان ذلك في صلب مهمة المنظمة.
أُجريت نحو 4000 عملية قلب جراحية ناجحة ومُنقذة للحياة وأُتيحت على مدى السنوات الخمس عشرة الماضية بالتعاون مع الدكتور ويليام نوفيك من ائتلاف نوفيك للجراحة القلبية.

## العمل في الأمم المتحدة
في 26 أبريل 2016، في الذكرى السنوية الثلاثين لكارثة تشيرنوبل، أدلت روش ببيان هام أمام الجمعية العامة للأمم المتحدة في نيويورك. في خطوة غير مسبوقة، منحها وفد بيلاروس في الأمم المتحدة وقت التحدث الخاص بهم في مناقشة الجمعية العامة حول تشرنوبيل، اعترافًا منهم بالدور الدولي الذي لعبته أيرلندا ومنظمة أطفال تشيرنوبل الدولية في مساعدة ضحايا كارثة تشيرنوبل. كانت هذه هي المرة الأولى التي يحصل فيها شخص عادي (شخص غير دبلوماسي أو غير سياسي) على تمديد شرف التحدث في الجمعية العامة للأمم المتحدة خلال الوقت المخصص لذلك البلد.
في 8 ديسمبر 2016، وكنتيجة مباشرة لبيانها، أكدت الأمم المتحدة على «الإرث الدائم لكارثة تشيرنوبل»، والذي يمثل تنفيذ «اليوم الدولي لإحياء ذكرى كارثة تشيرنوبل» عنصرًا رمزيًا له.
أقامت روش معرضًا لكارثة تشيرنوبل بمناسبة الذكرى الخامسة عشرة للحادث النووي في مقر الأمم المتحدة بنيويورك عام 2001. عُرض فيه إرث تشيرنوبل من خلال الصور الرقمية والفوتوغرافية والمنحوتات. كان المعرض الذي يحمل عنوان «الرياح السوداء، الأرض البيضاء»، حدثًا عابرًا للثقافات استمر شهرًا وضمّ أعمال الفنانين الذين صوروا المعاناة الناجمة عن الحادث. اعتبرته الأمم المتحدة نجاحًا باهرًا، وكان الافتتاح الأول له في أوروبا في دبلن في عام 2002.

## وصلات خارجية
- آدي روش على موقع IMDb (الإنجليزية)
- آدي روش على موقع قاعدة بيانات الفيلم (الإنجليزية)
- Chernobyl Children International Website
- CCI Facebook
- CCI Twitter
- CCI Instagram